# Білецька Світлана Анатоліївна
Білецька Світлана Анатоліївна — художниця, член Національної спілки художників України (2000).

## Життєпис
Народилася 26 січня 1963 року в м. Херсоні.
1982- закінчила Кримське художнє училище ім.. М. С. Самокиша.
1988-закінчила Одеський державний педагогічний інститут ім. К. Д. Ушинського.
Не має значення, з яким матеріалом працює художниця — перо, олівець, чорна туш, акварель, олія — її творчий почерк можна пізнати по вишуканій графічності, по філігранності штриха, багатій фантазії, точності форм та високій культурі виконання.

## Творчість
Протягом багатьох років Світлана Білецька цікавилася пластикою фрескового живопису давнього Єгипту. Так з'явилися ілюстрації до роману «Клеопатра». Також художниця наполегливо працює в мистецтві сценографії.
Світлана Білецька оформлює спектаклі Херсонського обласного музично-драматичного театру ім. М.Куліша. Оформила спектаклі «Коли чоловік повертається додому» та «Печальні пісеньки Олександра Вертинського».
Свою творчу діяльність художниця поєднує з педагогічною. Майже 20 років працює в Херсонській художній школі. Її учні є переможцями всеукраїнських та міжнародних конкурсів.

### Картини
- «Херсонські силуети»
- «Дачний букет»
- «Закоханий індик»
- «Вулиця мого дитинства»
- «Осінь у келисі»
- «Херсонес»
- «Весна»

В цих не має нічого надуманого, все так, як має бути в житті. Художниця зображує взаємозв'язок між внутрішнім змістом і зовнішнім вираженням.